# Billy Moss
Pour les articles homonymes, voir Moss.
Pas d'image ? Cliquez ici

a Compétitions nationales et continentales officielles uniquement.

b Matchs officiels uniquement.
Dernière mise à jour le 22 mars 2025.
Billy Moss, né le 8 avril 1988 à Tunbridge Wells (Angleterre), est un joueur anglais de rugby à XV évoluant au poste de pilier.

## Palmarès

### En club
- Vainqueur du Championnat d'Angleterre de 2e division en 2012 avec le London Welsh RFC.

### En équipe nationale
- Finaliste du Championnat du monde junior en 2008 avec l'équipe d'Angleterre des moins de 20 ans.